# エイミー・アイルランド
エイミー・アイルランド（クロアチア語: Amy Ireland、1983年9月9日 - ）は、カナダ、ピーターボロ出身、クロアチアのフィギュアスケート選手（ペア）。元パートナーはミカエル・バホリッチ。2008年世界選手権クロアチア代表である。

## 主な戦績
| 大会/年    | 2007-08 |
| ---------- | ------- |
| 世界選手権 | 20      |
| 欧州選手権 | 14      |

### 詳細
| 2007-2008 シーズン   |                                                      |          |          |          |
| 開催日               | 大会名                                               | SP       | FS       | 結果     |
| 2008年3月17日 - 23日 | 2008年世界フィギュアスケート選手権（ヨーテボリ）     | 20 26.57 | 20 50.82 | 20 77.39 |
| 2008年1月21日 - 27日 | 2008年ヨーロッパフィギュアスケート選手権（ザグレブ） | 14 29.50 | 15 48.94 | 14 78.44 |